# Isérnia (província)
A província de Isérnia é uma província da região de Molise, na Itália. Possui cerca de 82 200 habitantes e densidade populacional de 58 habitantes por quilômetro quadrado. Está dividida em 50 comunas, sendo a capital a cidade de Isérnia.
Faz fronteira a norte com a região do Abruzzo (província do Áquila e província de Chieti); a este, com a província de Campobasso; a sul, com a Campania (província de Caserta); e, a oeste, com a região do Lácio (província de Frosinone).